# Vera Ribeiro
Vera Regina Ribeiro Secco é uma rainha da beleza brasileira nascida no Rio de Janeiro, quando no antigo Distrito Federal. Segunda Miss Brasil carioca, Vera foi melhor que as outras quatro finalistas, as Misses Pernambuco, Minas Gerais, Santa Catarina e São Paulo. Foi coroada Miss Brasil 1959 em concurso realizado na capital federal, derrotando a favorita do público, Miss Pernambuco, Dione Oliveira.
No concurso de Miss Universo realizado em Long Beach, Califórnia (EUA), foi a quinta colocada, o que fez com que o Brasil, pelo terceiro ano consecutivo, ficasse entre as cinco finalistas do concurso internacional.